# Ludovico di Bulgaria
Ludovico, come indicato in fonti italiane (in latino Ludovicus; in bulgaro Людовик?, Ljudovik; prima del 1324 – Toscana, dopo il 1363), fu uno dei figli dell'imperatore (zar) Michele Asen III "Šišman" di Bulgaria (al potere dal 1323 al 1330) e della sua prima moglie, Ana-Neda, figlia del re Stefano Uroš II Milutin di Serbia e di Elisabetta d'Ungheria.
Vissuto perlopiù in Italia dopo aver abbandonato la Bulgaria, si ignora se avesse un nome diverso prima di diventare catecumeno e convertirsi al cattolicesimo. Pur essendo stato variamente identificato con uno dei suoi tre fratelli noti, Ivan Stefano, Šišman e Michele, si trattava probabilmente una figura distinta. Gli studi compiuti dagli esperti di recente hanno accertato che fosse sicuramente diverso da Ivan Stefano.

## Biografia

### Gioventù
Il padre di Ludovico, Michele Asen III, già sovrano semi-autonomo di Vidin, salì al trono bulgaro nel 1323. L'anno seguente divorziò rapidamente dalla madre di Ludovico, Ana-Neda, per sposare la principessa bizantina Teodora Paleologa, vedova del precedente imperatore bulgaro Teodoro Svetoslav, nel 1324. In quanto figlio minore dei suoi genitori, Ludovico nacque presumibilmente prima del 1324.
Ana e i suoi figli furono allontanati dalla corte fino alla morte di Michele Asen III, caduto nella battaglia di Velbažd nel 1330. Il vincitore, che corrispondeva al fratello di Ana, Stefano Uroš III Dečanski di Serbia, raggiunse un compromesso con i nobili bulgari e fece incoronare imperatore suo figlio maggiore superstite, Ivan Stefano (al potere dal 1330 al 1331). Ana e Ivan Stefano, presumibilmente insieme agli altri suoi figli, incluso Ludovico, furono insediati nella capitale Tărnovo nell'agosto o settembre del 1330.
L'opposizione al nuovo regime portò a un colpo di stato nel marzo 1331, a seguito del quale ascese al trono Ivan Alessandro (regnante dal 1331 al 1371), figlio della sorella di Michele Asen III. Ana e Ivan Stefano, apparentemente con Ludovico, fuggirono dapprima in Serbia e poi a Ragusa. Un altro figlio, il despota Michele, era presumibilmente già deceduto, forse prima del 1330. Per ragioni sconosciute, un altro figlio, Šišman, fuggì presso gli «Sciti», presumibilmente corrispondenti ai mongoli dell'Orda d'Oro, per poi riapparire a Costantinopoli nel 1341, provocando una crisi diplomatica tra Bulgaria e Bisanzio.

### In Italia
Entro il 18 dicembre 1338, Ludovico era giunto nel Regno di Napoli, dove il re Roberto d'Angiò gli concesse una rendita mensile, definendolo «carissimo nipote» e «figlio dell’insigne imperatore di Bulgaria» (spectabili Lodoyco filio incliti imperatoris Bulgariae nepoti nostro carissimo). Re Roberto e la madre di Ludovico, Ana-Neda, erano cugini di primo grado, in quanto figli rispettivamente delle sorelle Maria ed Elisabetta d'Ungheria.
Intorno al 1342, Ludovico sposò Maria di Taranto, figlia illegittima del principe di Taranto e imperatore latino titolare Filippo I d'Angiò, come attestato in una lettera del fratellastro di lei, re Luigi I di Napoli, inviata nel 1357 a papa Innocenzo VI. Come esplicitamente dichiarato nelle lettere di re Luigi, entro il 1357 Ludovico era succeduto al fratello maggiore (presumibilmente Ivan Stefano, o forse un altro fratello maggiore come Šišman) quale imperatore titolare di Bulgaria, e i suoi parenti napoletani si riferivano a lui come «imperatore di Bulgaria» (es. generosus vir Ludovicus Imperator Bulgariae carissumus consanguineus noster). Luigi informò inoltre il pontefice che Ludovico, sua madre (Ana) e il fratello maggiore (forse Ivan Stefano) si erano già convertiti al cattolicesimo. Le date precise di questi eventi, compresi tra il 1339 e il 1357, restano incerte, ma una missiva della regina Giovanna I di Napoli datata 9 agosto 1343 menziona Ana e i suoi figli (et filiorum ejus) a Ragusa, il che potrebbe indicare che Ivan Stefano fosse ancora vivo in quel momento.
Secondo una seconda lettera di re Luigi (forse risalente al 1362), al momento della sua successione al titolo imperiale bulgaro, Ludovico si trovava prigioniero di guerra del «possessore dell'impero di Costantinopoli», ma i dettagli restano oscuri. Entro il 18 ottobre 1361, Ludovico ricopriva la carica di giudice presso la corte vicaria del Regno di Napoli (generoso & magnifico D. Ludouico Bulgariae Imperatore Curiam Vicaria regni regens). Tra il novembre del 1361 e il gennaio del 1362, un emissario di un imperatore di Bulgaria non specificato, ma verosimilmente Ludovico, operava nel porto di Barletta, secondo fonti ragusee. L'ultima attestazione conosciuta di Ludovico risale al 7 ottobre 1363, quando un imperatore di Bulgaria non nominato venne fatto prigioniero dai senesi nella battaglia di Guardavalle.

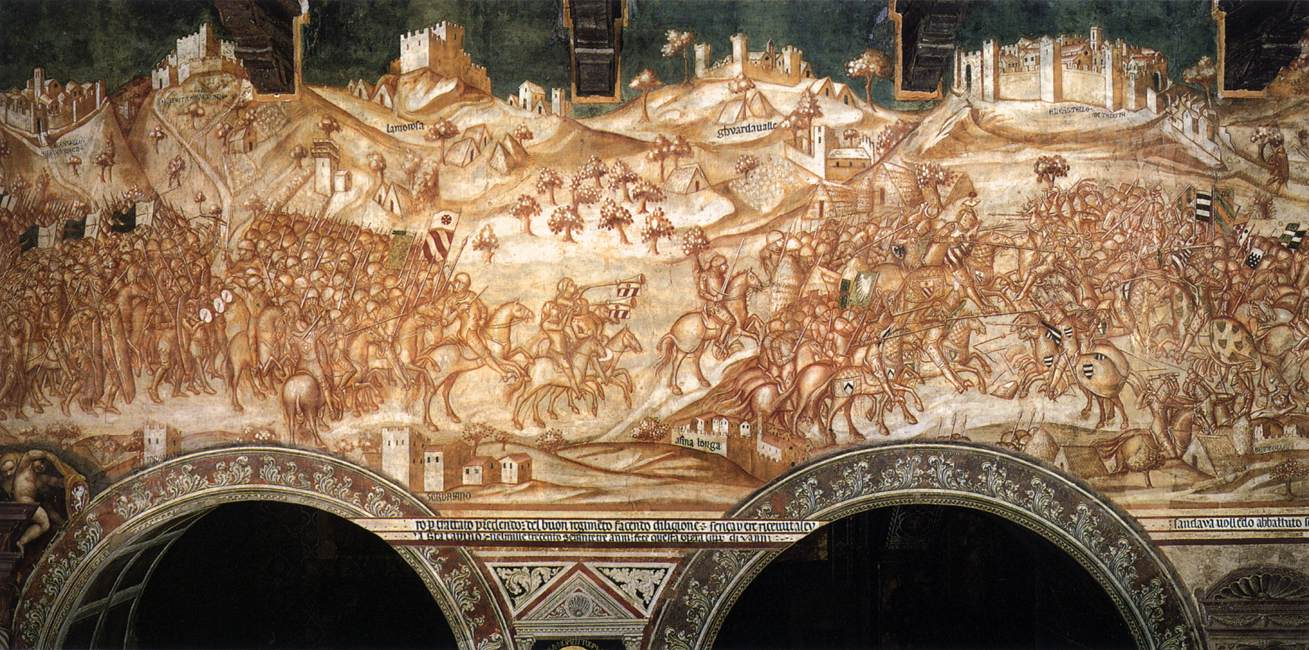
Lippo Vanni, la vittoria senese a Guardavalle/Val di Chiana, 1363, Palazzo Pubblico, Siena

In circostanze ignote, Ludovico era entrato a far parte del gruppo di mercenari detto "Compagnia del Cappello", insorto contro la città di Firenze quando questa si rifiutò di raddoppiare la paga dei mercenari, saccheggiando il territorio circostante Siena fino alla decisiva sconfitta subita dai senesi a Guardavalle. In una fonte senese si menzionano come prigionieri sia «l'imperatore di Bulgaria» sia un «vescovo di Bulgaria» (captus fuit ... et imperator de Bolgaria et episcopus de Bolgaria, qui erant cum eis). Sebbene le fonti senesi indichino che i prigionieri furono detenuti per sei mesi e sette giorni, il destino successivo di Ludovico resta sconosciuto e potrebbe non essere scampato alla prigionia.

## Teorie identificative
Alcuni storici ragusei dell'età moderna, tra cui Giacomo Luccari, Mauro Orbini e Giunio Resti, hanno confuso Ludovico — di cui non conoscevano il nome — con i suoi fratelli Ivan Stefano e Šišman, nonché con un impostore, Nicola Zappinna (o Zappina), generando una narrazione confusa che ha avuto effetti fuorvianti e duraturi sulla storiografia moderna. Ciò fu il risultato della combinazione di tradizioni locali verosimili con testimonianze greche e italiane imperfettamente comprese e sincronizzate. In generale, queste narrazioni hanno considerato Šišman (anziché Ivan Stefano) quale successore del padre, rifugiatosi a Ragusa, dove sarebbe morto e sarebbe stato impersonato dall'impostore Nicola Zappinna, oppure avrebbe assunto quel nome per motivi di sicurezza; il principe, reale o contraffatto, sarebbe poi entrato al servizio del regno di Napoli, si sarebbe coinvolto nelle lotte tra napoletani e albanesi per il controllo di Durazzo, e infine sarebbe stato assassinato mentre cercava di affermarsi in Bulgaria con l'aiuto degli ottomani, nel 1372 o 1373.
Il celebre storico francese Charles de Fresne Du Cange ha corretto alcuni errori degli scrittori ragusei e ha identificato il principe bulgaro menzionato nelle fonti italiane con l'imperatore Ludovico, attestato come giudice della corte vicaria nel 1361 e cognato del re Luigi I di Napoli, ma ritenne che si trattasse del nome cattolico di Šišman, che immaginava giunto a Napoli dopo un soggiorno a Costantinopoli nel 1341. Du Cange fu ambiguo sull'autenticità del principe bulgaro, non chiarendo se fosse reale o impersonato da Nicola Zappinna, ma gli ha attribuito comunque le avventure ascritte a quest'ultimo intorno a Durazzo e in Bulgaria. Du Cange, tuttavia, non è apparso a conoscenza dei documenti che attestano già la presenza di Ludovico, con quel nome, a Napoli nel 1338.
La tradizione ragusea, così come migliorata e razionalizzata da Du Cange, ha avuto lunga vita nella storiografia, influenzando diversi studi moderni. Riconoscendo, come Du Cange, che Ludovico fosse probabilmente un nome cattolico assunto da un principe bulgaro in esilio, gli studiosi hanno proposto varie identificazioni con gli altri figli noti di Michele Asen III e Ana di Serbia. L'identificazione di Ludovico con Šišman proposta da Du Cange è smentita dagli indicatori cronologici emersi da fonti riconosciute più recentemente. Burmov lo ha identificato con il despota Michele, malgrado risulti improbabile, poiché quest'ultimo era probabilmente già deceduto nel 1330. L'identificazione di Ludovico con Ivan Stefano proposta da Jireček e Nikolov-Zikov è anch'essa contraddetta sia dagli elementi cronologici presenti nelle fonti, sia dalla testimonianza esplicita di re Luigi I di Napoli. Di conseguenza, Ludovico va considerato come un figlio distinto di Michele Asen III e Ana di Serbia.

## Ascendenza
|                                 |                |                      | Genitori                |  |  | Nonni |  |  | Bisnonni |  |  | Trisnonni |  |
|                                 |                |                      |                         |  |  |       |  |  | …        |  |  | …         |  |
|                                 |                |                      |                         |  |  |       |  |  | …        |  |  | …         |  |
|                                 |                | …                    |                         |  |  |       |  |  | …        |  |  |           |  |
| Šišman di Vidin                 |                |                      |                         |  |  |       |  |  | …        |  |  |           |  |
|                                 |                | …                    | …                       |  |  |       |  |  |          |  |  |           |  |
|                                 |                | …                    | …                       |  |  |       |  |  |          |  |  |           |  |
|                                 |                | …                    | …                       |  |  |       |  |  |          |  |  |           |  |
| Michele Asen III "Šišman"       |                | …                    |                         |  |  |       |  |  |          |  |  |           |  |
|                                 |                | Pietro               | …                       |  |  |       |  |  |          |  |  |           |  |
|                                 |                | Pietro               | …                       |  |  |       |  |  |          |  |  |           |  |
|                                 |                | Pietro               | …                       |  |  |       |  |  |          |  |  |           |  |
| una figlia di Anna Teodora Asen |                | Pietro               |                         |  |  |       |  |  |          |  |  |           |  |
|                                 |                | Anna Teodora Asen    | Ivan Asen II            |  |  |       |  |  |          |  |  |           |  |
|                                 |                | Anna Teodora Asen    | Ivan Asen II            |  |  |       |  |  |          |  |  |           |  |
|                                 |                | Anna Teodora Asen    | Irene Comneno Ducas     |  |  |       |  |  |          |  |  |           |  |
| Ludovico di Bulgaria            |                | Anna Teodora Asen    |                         |  |  |       |  |  |          |  |  |           |  |
|                                 | Stefano Uroš I | Stefano Prvovenčani  |                         |  |  |       |  |  |          |  |  |           |  |
|                                 | Stefano Uroš I | Stefano Prvovenčani  |                         |  |  |       |  |  |          |  |  |           |  |
|                                 | Stefano Uroš I | Anna Dandola         |                         |  |  |       |  |  |          |  |  |           |  |
| Stefano Uroš II Milutin         | Stefano Uroš I |                      |                         |  |  |       |  |  |          |  |  |           |  |
|                                 |                | Elena d'Angiò        | …                       |  |  |       |  |  |          |  |  |           |  |
|                                 |                | Elena d'Angiò        | …                       |  |  |       |  |  |          |  |  |           |  |
|                                 |                | Elena d'Angiò        | …                       |  |  |       |  |  |          |  |  |           |  |
| Ana-Neda                        |                | Elena d'Angiò        |                         |  |  |       |  |  |          |  |  |           |  |
|                                 |                | Stefano V d'Ungheria | Béla IV d'Ungheria      |  |  |       |  |  |          |  |  |           |  |
|                                 |                | Stefano V d'Ungheria | Béla IV d'Ungheria      |  |  |       |  |  |          |  |  |           |  |
|                                 |                | Stefano V d'Ungheria | Maria Lascaris di Nicea |  |  |       |  |  |          |  |  |           |  |
| Elisabetta d'Ungheria           |                | Stefano V d'Ungheria |                         |  |  |       |  |  |          |  |  |           |  |
|                                 |                | Elisabetta la Cumana | Köten                   |  |  |       |  |  |          |  |  |           |  |
|                                 |                | Elisabetta la Cumana | Köten                   |  |  |       |  |  |          |  |  |           |  |
|                                 |                | Elisabetta la Cumana | …                       |  |  |       |  |  |          |  |  |           |  |
|                                 |                | Elisabetta la Cumana |                         |  |  |       |  |  |          |  |  |           |  |